# تاکشی کاگا
تاکشی کاگا (انگلیسی: Takeshi Kaga؛ زادهٔ ۱۲ اکتبر ۱۹۵۰) هنرپیشه ژاپنی است.